# Harol
Harol là một xã, nằm ở tỉnh Vosges trong vùng Grand Est của Pháp. Xã này có diện tích 27,34 kilômét vuông, dân số năm 1999 là 502 người. Xã này nằm ở khu vực có độ cao trung bình 400 m trên mực nước biển.
Dân địa phương tiếng Pháp gọi là Harolais.

## Biến động dân số
| 1962                                         | 1968 | 1975 | 1982 | 1990 | 1999 |
| -------------------------------------------- | ---- | ---- | ---- | ---- | ---- |
| 460                                          | 543  | 502  | 509  | 522  | 502  |
| Số liệu từ năm 1962: Dân số không tính trùng |      |      |      |      |      |